# Beast from Haunted Cave
Beast from Haunted Cave è un film del 1959 diretto da Monte Hellman.
Girato nel Dakota del Sud in contemporanea ad Assalto della fanteria di montagna, racconta la storia di un gruppo di rapinatori di banche in fuga nella neve che si scontrano con un gigantesco mostro simile ad un ragno che si nutre di esseri umani. Il film è stato distribuito nei cinema statunitensi in doppia programmazione con La donna vespa (1959).
Il film segna l'inizio di una collaborazione tra Roger Corman e Monte Hellman che durò per quindici anni. Hellman avrebbe lavorato su molti dei film di Corman e Corman avrebbe finanziato diversi film che Hellman avrebbe diretto.

## Trama
Un gruppo di criminali, guidati dallo spietato Alexander Ward, escogita un piano per rubare dei lingotti d'oro dal caveau di una banca a Deadwood, nel Dakota del Sud. Ward manda uno dei suoi scagnozzi, Marty Jones, a piazzare dell'esplosivo in una vicina miniera in modo tale che la detonazione fungi da diversivo per permettere a loro di fare il colpo. Marty, accompagnato dalla barista locale Natalie, piazza dell'esplosivo nella miniera ma incontra anche una creatura mostruosa che uccide Natalie.
La mattina seguente, l'esplosivo esplode come previsto e Marty e la sua banda riescono a rubare i lingotti d'oro dal caveau. Guidati da una guida locale di nome Gil Jackson, i criminali si dirigono verso una baita isolata, dove sperano di essere prelevati da un aereo. Inizialmente Gil non è a conoscenza dei loro piani, ma inizia ad insospettirsi quando sente alla radio la notizia della rapina e scopre che gli uomini portano delle pistole. Il gruppo raggiunge la baita senza incidenti ma, una volta lì, una violenta tempesta di neve ritarda l'arrivo dell'aereo. Gypsy, la "segretaria" di Ward, innamoratasi di Gil, gli rivela che Ward ha intenzione di ucciderlo una volta arrivato l'aereo. Gil e Gypsy decidono quindi di fuggire e tornare in città insieme.
Marty, che ha ancora ricordi spiacevoli del suo incontro con la bestia, è costantemente preoccupato di essere stato seguito dalla creatura. I suoi compagni pensano che stia impazzendo, ma alla fine si convincono che lui aveva ragione quando vedono la bestia attaccare l'altro scagnozzo di Ward, Byron. Nonostante la paura di ulteriori attacchi, la banda è intenzionata a rintracciare Gil e Gypsy prima che essi raggiungano la città, quindi si dirigono verso una grotta vicina. Un'altra tempesta di neve costringe anche Gil e Gypsy a rifugiarsi nella grotta, che si rivela essere la tana della bestia. La bestia uccide i restanti membri della banda ma Marty, prima di morire, riesce a sparargli con una pistola lanciarazzi. Gil e Gypsy restano a guardare mentre il mostro brucia.

## Produzione

### Sviluppo
A metà degli anni '50, il produttore cinematografico e regista Roger Corman, insieme a suo fratello e collega produttore Gene Corman, assunse l'allora regista teatrale Hellman per dirigere un film da una sceneggiatura di Charles B. Griffith.
Secondo Griffith, Corman è stato motivato dal successo di Paradiso nudo. Ha detto "Roger ha detto "Voglio PARADISO NUDO usando una miniera d'oro invece di una piantagione di ananas. Ambientalo nel Dakota del Sud ed aggiungici un mostro." Non sapevo come aggiungere un mostro a quel copione. Non so come sia successo che è diventato BEAST FROM HAUNTED CAVE. "
Monte Hellman ha dichiarato: "Ciò che mi interessava era che non fosse davvero un film di mostri. A Roger piaceva molto L'isola di corallo. Penso che fosse uno dei suoi film preferiti. Continuava a fare L'isola di corallo in versioni diverse da esso. In questo caso l'ha fatto aggiungendoci un mostro."
Entrambi i fratelli Corman si erano stancati di girare nel Bronson Canyon e nel Los Angeles Arboretum, e volevano girare in nuove location nei film futuri. Questo avrebbe consentito loro anche di assumere personale da Chicago ad un prezzo più conveniente.
Dopo aver ottenuto informazioni dalla Camera di commercio del South Dakota, hanno deciso di filmare nelle Black Hills del Dakota del Sud. Le stesse Black Hills si rivelarono però troppo difficili da filmare. Gene Corman considerò una miniera a Lead, nel Dakota del Sud, poi trovò una miniera in disuso a Deadwood.
Per ammortizzare i costi, Roger Corman ha prodotto un altro film, Assalto della fanteria di montagna, contemporaneamente nella stessa location, utilizzando lo stesso sceneggiatore e gli stessi attori principali. I due film hanno impiegato cinque settimane per essere girati, con un giorno di pausa tra i due film, e Beast è stato girato per primo. L'unità era di stanza al Franklin Hotel.

### Casting
Il cast del film era composto principalmente da attori già usati da Corman,
Wolff, Campo, Forest, Sinatra (Frank Sinatra) e Noonan. Ahlstrand, Playmate del mese di luglio 1958 di Playboy, ha avuto anche un ruolo minore nel film come Nathalie la barista. Michael Forest afferma di essere stato pagato 500 dollari a settimana e ricorda che "ciò che stava accadendo era difficile per noi fisicamente."

### Riprese
Le riprese sono durate 13 giorni. Gene Corman ha detto "questa era la prima volta che provavo a girare sulla neve ed era molto difficile. Ma l'immagine aveva un aspetto completamente nuovo."
Hellman dice "non è stato affatto divertente da girare. Era il mio primo film e avevamo a disposizione 13 giorni per le riprese, e a mezzogiorno del primo giorno non avevamo ancora una ripresa perché l'attrezzatura era tutta congelata - erano 10 gradi sotto lo zero e non siamo riusciti a far funzionare nulla... Roger Corman, che era il produttore esecutivo, urlava al telefono che se non avessimo ottenuto la quota del primo giorno sarebbe salito su un aereo il giorno successivo per prendere il controllo delle riprese. Siamo riusciti a farlo funzionare; il suono era un po' fuori velocità ma siamo stati in grado di correggerlo."
Le scene nella cava sono state girate in una miniera abbandonata a Deadwood, dove alla troupe è stato concesso il permesso di filmare. Durante le riprese delle scene nella grotta che richiedevano agli attori l'uso di pistole, il riverbero delle munizioni sparate causava a volte il crollo di parti del soffitto della miniera, il che rendeva nervosi alcuni membri del cast e della troupe che lavoravano sul posto.
Altri problemi sono sorti durante le riprese nella miniera, poiché l'aria è diventata molto stantia al punto che la troupe ha dovuto pompare aria nella grotta; il problema non è mai stato completamente risolto a causa di attrezzature improprie.
Il mostro nel film è stato progettato e interpretato dall'attore Robinson, che in seguito avrebbe recitato in General Hospital.

"Hanno letteralmente speso due dollari al dime store", ha detto Hellman. "Erano principalmente capelli d'angelo e mostri di cartapesta."

### Sequel mai realizzato
Era stato pianificato un sequel per il film, che avrebbe risolto il destino dei personaggi sopravvissuti, ma è stato presto cancellato, lasciando così aperto il finale del film.

## Distribuzione
Il film venne distribuito nei cinema statunitensi dalla Filmgroup in doppia programmazione con La donna vespa.
In Italia il film non è mai stato distribuito nei cinema. È stato unicamente distribuito in DVD nel 2008 dalla Koch Media in lingua originale con sottotitoli in italiano.

## Accoglienza

### Botteghino
Hellman ha affermato di aver ricevuto il 2% dei profitti, che secondo lui ammontavano a 400 dollari nei successivi cinque anni.

### Critica
In una recensione contemporanea, il Monthly Film Bulletin ha osservato che nonostante fosse "sostanzialmente dissimile dalla maggior parte dei pezzi dei mostri", il film aveva "poche virtù positive". La rivista ha anche commentato "recitazione e regia irregolari".
Time Out ha dato al film una recensione negativa, definendolo "routine" con "niente che lo distingua da un qualsiasi altro film horror di serie Z degli anni '50".
Alan Jones di The Radio Times ha valutato il film con due stelle su cinque, notando quello che ha definito "l'estro e l'immaginazione del regista Monte Hellman", affermando anche che è stato "uno sforzo indolore e attento ai costi tipico del produttore Roger Corman". Leonard Maltin ha assegnato al film 2 stelle su 4, definendolo un remake di Paradiso nudo con l'aggiunta di un mostro.

## Versione televisiva
Tre anni dopo, Roger Corman chiese a Hellman di montare quattro film per la TV; erano film della durata di poco più di 60 minuti e dovevano essere allungati almeno fino a 80 minuti per essere venduti alla Allied Artists’ TV. Hellman girò scene extra per Beast from Haunted Cave, La creatura del mare fantasma, L'ultima donna sulla Terra e Assalto della fanteria di montagna.
"Mi sono divertito, ero autonomo e a Corman non importava cosa facevo", dice Hellman. "Lo stock era diverso; ho usato gli attori ancora disponibili."